# Relais 4 × 400 mètres masculin aux championnats du monde d'athlétisme en salle 2018
Pour un article plus général, voir Championnats du monde d'athlétisme en salle 2018.
Navigation
2016 2022
L'épreuve du relais 4 × 400 mètres masculin des championnats du monde en salle 2018 se déroule les 3 et 4 mars 2018 à la Barclaycard Arena de Birmingham, au Royaume-Uni.

## Engagés
10 nations participent à l'épreuve du relais 4 × 400 mètres :
- Belgique
- Espagne
- États-Unis
- Jamaïque
- Pologne
- République dominicaine
- Tchéquie
- Royaume-Uni
- Trinité-et-Tobago
- Ukraine

## Résultats

### Finale
| Rang               | Couloir | Pays              | Athlètes                                                           | Temps        | Notes |
| ------------------ | ------- | ----------------- | ------------------------------------------------------------------ | ------------ | ----- |
| Médaille d'or      | 4       | Pologne           | Karol Zalewski, Rafał Omelko, Łukasz Krawczuk, Jakub Krzewina      | 3 min 1 s 77 | WIR   |
| Médaille d'argent  | 6       | États-Unis        | Fred Kerley, Michael Cherry, Aldrich Bailey, Vernon Norwood        | 3:01.97      | SB    |
| Médaille de bronze | 5       | Belgique          | Dylan Borlée, Jonathan Borlée, Jonathan Sacoor, Kévin Borlée       | 3:02.51      | NIR   |
| 4                  | 1       | Trinité-et-Tobago | Deon Lendore, Jereem Richards, Asa Guevara, Lalonde Gordon         | 3:02.52      | NIR   |
| 5                  | 2       | Tchéquie          | Michal Desenský, Patrik Šorm, Filip Šnejdr, Pavel Maslák           | 3:04.87      | SB    |
| 6                  | 3       | Grande-Bretagne   | Owen Smith, Grant Plenderleith, Jamal Rhoden-Stevens, Lee Thompson | 3:05.08      | SB    |

### Séries
| Rang | Série | Couloir | Pays                   | Athlètes                                                               | Temps   | Notes |
| ---- | ----- | ------- | ---------------------- | ---------------------------------------------------------------------- | ------- | ----- |
| 1    | 2     | 6       | États-Unis             | Fred Kerley, Marqueze Washington, Paul Dedewo, Vernon Norwood          | 3:04.00 | Q     |
| 2    | 1     | 6       | Belgique               | Dylan Borlée, Jonathan Borlée, Jonathan Sacoor, Kévin Borlée           | 3:05.22 | Q, SB |
| 3    | 1     | 5       | Pologne                | Karol Zalewski, Patryk Adamczyk, Łukasz Krawczuk, Jakub Krzewina       | 3:05.24 | Q, SB |
| 4    | 2     | 5       | Grande-Bretagne        | Owen Smith, Sebastian Rodger, Jamal Rhoden-Stevens, Grant Plenderleith | 3:05.29 | Q, SB |
| 5    | 1     | 3       | Trinité-et-Tobago      | Renny Quow, Jereem Richards, Machel Cedenio, Lalonde Gordon            | 3:05.96 | q, SB |
| 6    | 1     | 4       | Tchéquie               | Michal Desenský, Vit Müller, Filip Šnejdr, Patrik Šorm                 | 3:06.40 | q, SB |
| 7    | 2     | 2       | Espagne                | Lucas Búa, Manuel Guijarro, Aleix Porras, Samuel García                | 3:07.52 | SB    |
| 8    | 2     | 3       | République dominicaine | Juander Santos, Raymond Urbino, Andito Charles, Leonel Bonón           | 3:10.45 | SB    |
|      | 1     | 2       | Ukraine                |                                                                        | DNS     |       |
|      | 2     | 4       | Jamaïque               |                                                                        | DNS     |       |

## Légende
Records et Performances
- AR : Record continental (area record)
- CR : Record des championnats (championship record)
- MR : Record du meeting (meet record)
- NR : Record national (national record)
- OR : Record olympique (olympic record)
- PR : Record paralympique (paralympic record)
- PB : Record personnel (personal best)
- SB : Meilleure performance personnelle de la saison (season's best)
- WL : Meilleure performance mondiale de l'année (world leader)
- WJR : Record du monde junior (world junior record)
- WR : Record du monde (world record)

Circonstances et Conditions
- DNF : N'a pas terminé (did not finish)
- DNS : N'a pas pris le départ (did not start)
- DQ : Disqualification (disqualification)
- NM : Aucun essai valable enregistré (No Mark)
- Q : Qualifié « directement » au prochain tour (ou à la prochaine compétition), lors d'une compétition majeure, grâce au classement ou à la réalisation des minima (automatic qualifier)
- q : Qualifié au prochain tour (ou à la prochaine compétition), lors d'une compétition majeure, grâce au repêchage ou à la réalisation de l'une des meilleures performances parmi celles des « non qualifiés directement » (grâce au meilleur temps ou à la meilleure distance par exemple) (secondary qualifier)